# Agapetus dolichopterus
Agapetus dolichopterus là một loài Trichoptera trong họ Glossosomatidae. Chúng phân bố ở miền Cổ bắc.